# Ибализумаб
Ибализумаб — противовирусный препарат, первое моноклональное антитело для лечения ВИЧ-инфекции. Одобрен для применения: США (2018).

## Механизм действия
Связывается с CD4.

## Показания
Лечение мультирезистентной ВИЧ-1-инфекции в сочетании с другими антиретровирусными препаратами.

## Противопоказания
- Гиперчувствительность

## Разработка
В 2003 году завершено клиническое испытание фазы 1А для I.V. инфузионной дозировки. Также был предоставлен быстрый статус отслеживания U.S. FDA.
В 2006 году завершена фаза 2А клинических испытаний для I.V. инфузионной дозировки.
В 2011 году завершена фаза 2В клинических испытаний для I.V. инфузионной дозировки.
В 2012 году завершена фаза 1 клинических испытаний для s.c. формы дозировки инъекции.
В 2014 году прошли первые назначения препарата для пациентов из США.
В 2018 году перпарат одобрен для американского рынка. Торговая марка Trogarzo.